# Laliderer Falk
Der Laliderer Falk ist ein 2427 m ü. A. hoher Berg im Karwendel in Tirol. Er ist der höchste Gipfel der Falkengruppe.

## Anstiege
Der Anstieg ist anspruchsvoll. Der übliche Anstieg führt vom Laliderer Tal durch das Blausteigkar und die Sprungrinne auf den Gipfel (II).